# 도그스포츠

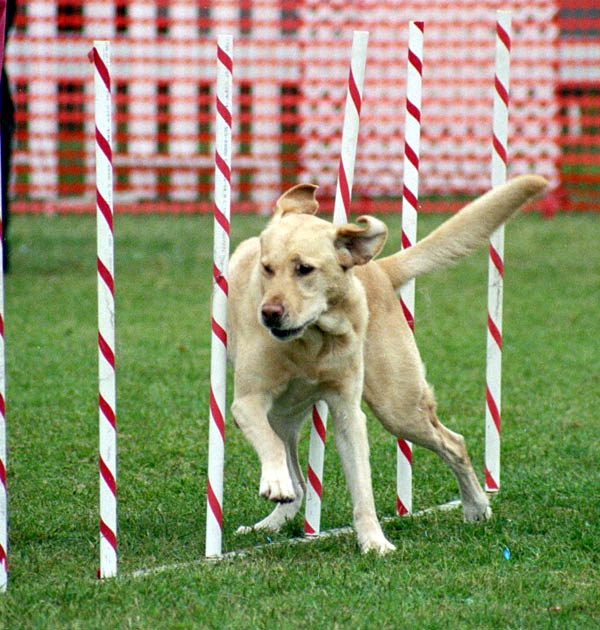
도그 어질리티 경기 모습

도그스포츠(dog sports)는 개를 이용하거나 개가 참여하는 스포츠이다.

## 같이 보기
- 국제 도그스포츠 연맹
- 도그 어질리티